# دانیل اسمیت
دانیل اسمیت (به انگلیسی: Daniel Smith) سناتور سابق عضو حزب دموکرات-جمهوری‌خواه بود. وی در سال ۱۷۹۸ و ۱۸۰۵ تا ۱۸۰۹ میلادی سناتور ایالت تنسی در سنای ایالات متحده آمریکا بود.